# Mount Lewis (Antarktika)
Mount Lewis ist ein 1450 m hoher Berg im ostantarktischen Viktorialand. In der Saint Johns Range ragt er am südwestlichen Ende des Rutherford Ridge auf. Der Felsgibel an seiner südwestlichen Front stellt eine einfach erkennbare Landmarke dar.
Das Advisory Committee on Antarctic Names benannte ihn 2008 nach Adam R. Lewis von der North Dakota State University, der maßgeblich zum Verständnis der Vegetation des Känozoikums in den Antarktischen Trockentälern beigetragen hatte.